# Kernereaktion
En kernereaktion er en proces, hvor atomkerner støder sammen, hvilket kan omdanne grundstoffer, eller en proces hvor en atomkerne henfalder.
En kernereaktion kan beskrives ved en reaktionsligning, for eksempel når uran spaltes ved fission:
235U + n → 236U → 92Kr + 141Ba + 3n
| Fysik | Spire Denne artikel om fysik er en spire som bør udbygges. Du er velkommen til at hjælpe Wikipedia ved at udvide den. |